# Tama-Sprachen
Die Tama-Sprachen sind eine Untergruppe des ostsudanischen Zweigs der nilosaharanischen Sprachfamilie, die im Osten der Republik Tschad und im Westen der Republik Sudan gesprochen werden.
Dazu zählen nach Bender (2000):
- Tama (ca. 63.000 Sprecher)
- Erenga-Sungor (ca. 38.500 Sprecher)
- Merarit (ca. 42.500 Sprecher)